# Dubová (okres Pezinok)
Dubová je obec na Slovensku v okrese Pezinok. Rozkládá se na východním úpatí Malých Karpat. Na jihozápadě sousedí s Modrou, na západě s místní částí Modry Piesok, na severu s obcí Píla, na východě se Štefanovou a Budmericemi a na jihovýchodě s Vištukem.
Podle pověsti založili vesnici poblíž cesty z Modry na Červený Kameň podomní obchodníci.

## Historie
První písemná zmínka o obci nepochází z roku 1112 či 1113, jak se dost často mylně předpokládá, ale až z 1. února roku 1287. Je v popisu hranic modranského majetku na darovací listině uherského krále Ladislava IV. Kumána. Další zmínka o vsi jako o příslušenství hradu Červený Kameň pochází z roku 1296.
V roce 1357 se jméno obce objevilo na listině vystavené králem Ludvíkem I. Originál listiny se však nezachoval, existuje pouze v opisu zhotoveném v budínské kapitule v roce 1543. V 16. století patřila Dubová spolu s dalšími vesnicemi tehdejším pánům na Červeném Kameni, rodu Fuggerů původem z Augsburgu. Záznamy z let 1532–1536 hovoří o vsi jako o vylidněné. Proto byla jako řada jiných dosídlena Němci a Chorvaty, tito kolonisté zde však dlouho nevydrželi vzhledem k nájezdům osmanských i císařských vojsk. V roce 1549 uprchli všichni zbylí osadníci do Vištuku a Dubová zanikla.
Po roce 1588, kdy se majitelem panství Červený Kameň stal hrabě Mikuláš Pálffy, se situace začala měnit. Jeho přičiněním byla Dubová v roce 1590 opětovně osídlena a obnovena. V letech 1737–1749 zasáhla obec ničivá morová epidemie. V roce 1870 byla v Dubové postavena nová škola, jež dnes slouží jako osvětové středisko. V letech 1906–1907 byl v obci postaven nový kostel. Vysvěcen byl 7. října 1907.
V letech po 1. světové válce a zejména v období 1925–1937 odešlo mnoho zdejších obyvatel za prací do ciziny. Roku 1926 byl v Dubové založen sbor dobrovolných hasičů. V roce 1933 byla v obci vybudována vodní nádrž. K jejímu zrušení došlo v roce 1966. Roku 1940 byla Dubová elektrifikována. V roce 1954 došlo k opravě věže kostela a jejímu snížení o 1,5 m. Roku 1957 byla postavena nová fara. V témž roce bylo ve vsi založeno jednotné zemědělské družstvo. Jeho zakládání trvalo pro odpor občanů dva měsíce. V letech 1960 – 1966 došlo k regulaci zdejších potoků, vybudování vodovodu a kanalizace.

## Vinařství
Dubová byla odedávna známa svým výborným vínem. Říkalo se o něm dokonce, že je nejlepší na panství Červený Kameň. Urbář z roku 1543 se o obci zmiňuje jako o převážně vinařské vsi. Dokazuje současně, že zdejší vinice obhospodařovali jejich majitelé z Budmeric, z Časté, z Modry a z Trnavy. Kvalitu zdejších vín potvrzují také četné zápisy z pozdějších století, především z 18. a 19.
Dnes je obec součástí Malokarpatské vinné cesty, čímž navazuje na odkaz minulosti.

## Památky
- Římskokatolický kostel zasvěcený Panně Marii Růžencové. Byl postaven v letech 1906 – 1907 místo starého kostela z roku 1594, který byl zasvěcen sv. Janu Křtitelovi.[7]
- Kaplička zasvěcená patronu dobytka sv. Vendelínovi.
- Socha Jana Nepomuckého z konce 18. století.

## Významné osobnosti
Narodil se zde slovenský prozaik, básník a dramatik, autor literatury pro děti a mládež Vincent Šikula.